# Nomada flavigenis
Nomada flavigenis är en biart som beskrevs av Schwarz och Standfuss 2007. Nomada flavigenis ingår i släktet gökbin, och familjen långtungebin. Inga underarter finns listade i Catalogue of Life.